# Szklana pogoda
Szklana pogoda – singel zespołu Lombard, wydany w 1983 roku nakładem wydawnictwa Polskie Nagrania „Muza”.
Tekst do utworu napisał Marek Dutkiewicz, a kompozytorem utworu jest Grzegorz Stróżniak. Piosenka była notowana na Liście Przebojów Programu Trzeciego (3. miejsce), Liście Przebojów Programu Pierwszego (1. miejsce) oraz Telewizyjnej liście przebojów (1. miejsce). Covery utworu wykonało wielu polskich wokalistów. Po piosenkę sięgają kolejne ich pokolenia. 

„Szklaną pogodę” skomponowałem na pianinie, choć charakterystyczna zagrywka, która stanowi początek utworu, powstała na minimoogu. Bawiłem się glissami i barwami, zafascynowany możliwościami nowego instrumentu. Tak powstały charakterystyczne oktawowe zagrywki. Ten motyw początkowy został uznany za jeden z najbardziej rozpoznawalnych w skali nie tylko Lombardu. Wystarczy usłyszeć dwa, trzy dźwięki i już wiadomo, jaki to utwór. Resztę aranżu stworzyłem już z zespołem.

Wpłynąłem na to, że Grzesiu trochę inaczej ułożył i odwrócił partię klawiszy. Kasetę z muzyką zabrałem do chatki, którą wynajmowałem i tam układałem swoje partię i większą część solówki. Trochę nad tym posiedziałem. A solówkę potem nagrywałem ze dwie godziny. Aż stałem się zadowolony, Grzesiu też był zadowolony. Bardzo cenię ten utwór. To prawdziwy hit. Można powiedzieć, że otworzył przed nami polską scenę.

Takie miejsca ułatwiają zauważanie masowości. A ten tekst to poniekąd dokument. Odwołałem się do naszej tradycji, gdzie ważna rolę pełnią kapliczki, do których porównałem rolę telewizora, bo był rodzajem ołtarza- świętej rozrywki. Sam termin „szklana pogoda” usłyszałem w taksówce: „Wiesz pan, coś by się łyknęło, bo jest taka szklana pogoda” – powiedział mi kiedyś taryfiarz.

Utwór znalazł się również na płytach: 20 lat – koncert przeżyj to sam, ’81–’91 Największe przeboje, The Best – Przeżyj to sam, Gwiazdy polskiej muzyki lat 80. Lombard, Lombard swing, 50 największych przebojów i wielu innych.

## Utwory
Strona A
1. „Szklana pogoda” (muz. Grzegorz Stróżniak, sł. Marek Dutkiewicz)

Strona B
1. „Kto mi zapłaci za łzy” (muz. Grzegorz Stróżniak, sł. Jacek Skubikowski)